# Asyndetus wirthi
Asyndetus wirthi är en tvåvingeart som beskrevs av Robinson 1997. Asyndetus wirthi ingår i släktet Asyndetus och familjen styltflugor. Inga underarter finns listade i Catalogue of Life.